# Acalolepta scotti
Acalolepta scotti es una especie de escarabajo longicornio del género Acalolepta, tribu Monochamini, subfamilia Lamiinae. Fue descrita científicamente por Breuning en 1936.
Se distribuye por India. Mide aproximadamente 16 milímetros de longitud.